# Augusto Murer
Augusto Murer (Falcade, 21 maggio 1922 – Padova, 11 giugno 1985) è stato uno scultore, pittore e partigiano italiano.
Fu uno dei più significativi scultori italiani della seconda metà del Novecento, con un'ampia produzione artistica legata a temi di impegno civile, ma anche alla ricerca del senso profondo dell'esperienza umana.

## Biografia
Nacque nel 1922 a Falcade, paese delle Dolomiti bellunesi dell'Agordino, al quale Murer rimase sempre attaccato e nel quale tenne il proprio atelier.
La sua prima formazione artistica si svolse alla scuola d'arte di Ortisei. Decisivi furono per la sua crescita l'incontro e la breve collaborazione con Arturo Martini, a Venezia, nell'autunno del 1943. Nonostante la successiva divaricazione dei loro percorsi artistici e culturali, Murer riconobbe sempre il suo debito verso Martini sul piano della conquista del senso estetico ("mi tolse le cateratte dagli occhi").
Partecipò alla Resistenza, militando sui monti bellunesi nelle file della Brigata Fratelli Fenti. Dopo il 1945, finita la guerra, Murer partecipò con grande passione civile ed artistica alla fase di rinnovamento che segnò la nascita della storia repubblicana e democratica del Paese.

Si affermò in questi anni la sua predilezione per la scultura in legno, che rimase il materiale a lui forse più congeniale anche nella successiva lunga e prolifica produzione artistica, costantemente attenta alle possibilità espressive della materia.
Sono di questo periodo opere di notevole rilievo quali: la Via Crucis della chiesa di Falcade (1946), la Pietà del monumento-ossario di Belluno (1949), la Preghiera dei montanari (1952), opera donata al pontefice dall'Ente del Turismo di Belluno, i pannelli lignei sul tema de Il Lavoro (1952) realizzati per la Camera di Commercio di Belluno. Si tratta di opere che, oltre a lasciar presagire la sua capacità creativa, testimoniano la importanza che, nella poetica, riveste l'attaccamento - non provinciale, ma denso di umanità - ai valori della propria terra.
A partire dal 1953 - dopo la mostra alla Galleria Cairola di Milano - Murer si affermò come artista di livello nazionale, grazie al riconoscimento di importanti critici, come Orio Vergani, e di artisti affermati, come Renato Birolli.
Negli anni seguenti e per tutto il periodo che arriva fino agli anni ottanta, assieme al successo, pervennero a Murer importanti commissioni per la realizzazione di monumenti ed opere civili, nelle quali ben risalta il suo efficace realismo espressionistico.
Tra esse ricordiamo:
- il Monumento alla Partigiana a Venezia (1964)
- i quattro pannelli bronzei per il Ventennale della Resistenza e della Liberazione a Belluno (1965)
- il Monumento alla Vittoria a Vittorio Veneto (1968)
- il Monumento ai Caduti sulla Piana del Cansiglio (1970)
- il Monumento del pastore a Lamon (1973)
- la stele Monumento al Partigiano sul Monte Grappa (1974)
- il Monumento al Partigiano a Mirano (1975)
- i bassorilievi in bronzo (rappresentanti i temi dell'emigrazione) delle porte della cattedrale S. Pellegrino di Caxias do Sul in Brasile (1974)
- il monumento alla Resistenza a Teramo (1977)
- il monumento a Giacomo Matteotti a Rovigo (1978)

La carriera artistica di Murer fu segnata da una continua ansia di verifica della propria creatività che lo portò a confrontarsi con gli eterni temi esistenziali (l'amore, la sensualità, il lavoro, il sacrificio, la lotta, la sconfitta, la morte, ...) ed a cimentarsi con differenti forme di espressione artistica (oltre a quelle predilette della scultura in legno ed in bronzo): dipinti, disegni, opere grafiche. Tra di esse ricordiamo solamente le dieci acqueforti che illustrano Il sergente nella neve di Mario Rigoni Stern.
Tra le sue mostre antologiche più significative vanno ricordate quelle di Falcade (1972), di Milano (Rotonda della Besana, 1973); poi negli anni ottanta quelle di Ferrara (Palazzo dei Diamanti, 1980-81), di Leningrado (Museo dell'Ermitage, 1982), di Reggio Emilia (1983), di Orvieto, (1984), di Milano (Palazzo del Senato, 1984), di Roma (Castel Sant'Angelo, 1985).
È morto a Padova l'11 giugno del 1985, nel pieno della sua attività artistica.
Ebbe particolarmente a cuore il suo atelier, realizzato nel 1972 a Molino di Falcade, in mezzo ai boschi, dall'Architetto Giuseppe Davanzo di Treviso, atelier che trasformò in sede di mostre e centro culturale che ospitò artisti (Renato Guttuso, Ernesto Treccani, Carlo Levi, Guido Sotriffer, ecc.), esponenti politici (Sandro Pertini, Giorgio Amendola, ecc) e uomini di cultura (tra essi ricordiamo Rafael Alberti, che dedicò una poesia a Murer scultore).
Ora l'atelier è divenuto sede dell'associazione "ERMA", nata per promuovere far conoscere le opere di Augusto Murer.
Il figlio Franco Murer è anch'egli pittore e scultore.

## Opere nelle collezioni

### Italia
- Contadina - 1955, legno, Galleria del Premio Suzzara, Suzzara
- I minatori - 1953, legno, Galleria del Premio Suzzara, Suzzara
- Saltimbanco a riposo - 1962, legno, Galleria del Premio Suzzara, Suzzara
- L'assalto - 1967, tecnica mista su carta, Museo civico, Belluno
- Figura panneggiata - 19(?), bronzo, Museo civico, Belluno
- Maternità - 19(?), bronzo, Musei civici, Treviso
- Bucranio - 1970, acquaforte, Gabinetto delle stampe, Bagnacavallo
- Figure - 1970, tecnica mista su carta, MAR, Ravenna
- Studio per una scultura - 1970, litografia, Galleria civica, Modena
- Cinque serigrafie - 1972, serigrafie, MAGA, Gallarate
- Cavalli - 1974, litografia a colori, Raccolta d'Arte della Giunta regionale dell'Emilia-Romagna, Bologna
- Colpo di vento - 1975, bronzo, Musei civici, Treviso
- Studio per un Monumento al partigiano - 1975, bronzo, Museo Sandro Pertini, Savona
- Figura - 1976, bronzo, Museo Sandro Pertini, Savona
- Torso di donna - 1978, bronzo, Museo Palazzo Ricci, Macerata
- Bagnanti - 1979, bronzo, Galleria d'Arte Moderna Raccolta Lercaro, Bologna
- Ragazzo che si spoglia - 1980, bronzo, Museo d'arte moderna e contemporanea Filippo de Pisis, Ferrara
- Fanciullo - 1980 ca., bronzo, Galleria d'Arte Moderna Raccolta Lercaro, Bologna
- Il pescatore - 1983, bronzo, Galleria d'Arte Moderna Raccolta Lercaro, Bologna
- Pan insegna a suonare a Dafni - 1983, bronzo, Museo Sandro Pertini, Savona
- Maternità - 1984, bronzo, Galleria d'Arte Moderna Raccolta Lercaro, Bologna

### Estero
- Fauno con flauto - 1980, bronzo, Museo statale Ermitage, San Pietroburgo, Russia[1]